# جبر (الحديدة)

تعديل مصدري - تعديل

جبر هي إحدى قرى مديرية الزهرة، التابعة لمحافظة الحديدة اليمنية، بلغ تعداد سكانها 1063 نسمة حسب الإحصاء الذي أجري عام 2004.